# Турбулентна дифузія
Турбулентна дифузія — це перенесення маси, тепла, чи імпульсу в межах системи через випадкові і хаотичні рухи, які залежать від часу.

## Загальний опис
Турбулентна дифузія відбувається, коли турбулентні рідинні системи досягають критичної умови у відповідь на зсувний потік, який виникає в результаті поєднання надмірних концентрації градієнтів, щільності градієнтів і високих швидкостей. Це відбувається набагато швидше, ніж в молекулярній дифузії і тому надзвичайно важливо для проблем, що стосуються перемішування і транспортування в системах, пов'язаних з горінням, забруднюючих речовин, розчиненого кисню і розчинів в промисловості. У цих областях, турбулентна дифузія діє як відмінний спосіб швидкого зниження концентрації виду в рідині або середовищі, в тих випадках, коли це необхідно для швидкого змішування під час обробки, або швидкого забруднення речовини або зменшення забруднення для безпеки.
Проте, було надзвичайно важко розробити конкретну і повністю функціональну модель, яка може бути застосована до дифузії цього виду у всіх турбулентних системах через неможливість охарактеризувати миттєву і передбачену швидкість рідини одночасно. Турбулентний потік, є результатом кількох таких характеристик, як непередбачуваність, швидкість дифузії, висоти рівня коливання завихреності, і дисипації кінетичної енергії.

## Застосування

### Атмосферна дифузія і забруднення
Атмосферна дисперсія, або дифузія, вивчає, як забруднювачі змішуються в навколишньому середовищі. Є багато факторів, включених в цьому процесі моделювання, наприклад, в яких шарах атмосфери відбувається змішування, стабільність навколишнього середовища і який тип у речовини, що забруднює та у джерела. Моделі Ейлера і Лагранжа були використані для моделювання атмосферної дифузії, і мають важливе значення для правильного розуміння того, як забруднювачі реагують і змішуються в різних середовищах. Обидві ці моделі враховують як вертикальні, так і горизонтальні вітри, й додатково використовують теорію дифузії Фіка для обліку турбулентності. Враховуючи те, що ці методи повинні використовувати ідеальні умови і робити численні припущення в конкретний момент часу, то важко розрахувати вплив турбулентної дифузії на забруднювачі з високою точністю. Теорія дифузії Фіка і подальші досягнення в галузі досліджень з атмосферної дифузії можуть бути застосовані для моделювання впливу, котрий здійснюється поточним рівнем викидів забруднювачів, з різних джерел на атмосферу.

### Турбулентні полум'я дифузії
Використовуючи плоску лазерно-індуковану флуоресценцію і зображення процесів частинок велосиметрії, спостерігається тривале дослідження впливу турбулентної дифузії на полум'я. Основні галузі дослідження включають в себе систему згоряння в газових пальниках, використовуваних для вироблення електроенергії і хімічних реакцій в струмені полум'я дифузії за участю метану, водню і азоту. Крім того, двох-імпульсне зображення температури Релея використовується для кореляції екстенкції і запалювання ділянок зі зміною температури і змішуванням хімічних речовин в полум'ї.

## Моделювання

### Підхід Ейлера
Підхід Ейлера до турбулентної дифузії фокусується на нескінченно малому обсязі в певному просторі і часі в нерухомій системі відліку, при якій визначаються фізичні властивості, такі як маса, імпульс і температура. Модель корисна, оскільки статистика Ейлера послідовно-вимірна і пропонує велике застосування в хімічних реакціях. Аналогічно молекулярні моделі, вона повинна задовольняти ті ж принципи, що і рівняння неперервності нижче, де адвекцію елемента або виду врівноважують його дифузії, генерації за допомогою реакції, а також додатково ці дії з інших джерел або точок, а також рівнянь Нав'є-Стокса.
{\displaystyle {\begin{aligned}{\partial c_{i} \over \partial t}+{\partial  \over \partial x_{j}}(u_{j},c_{i})=D_{i}{\partial ^{2}c_{i} \over \partial x_{j}\partial x_{j}}+R_{i}(c_{1},...,c_{N},T)+S_{i}(x,t)\end{aligned}}}
{\displaystyle {\begin{aligned}i=1,2,...,N\end{aligned}}}
Там де {\displaystyle c_{i}}- концентрація видів інтересу, {\displaystyle u_{j}}- швидкість, {\displaystyle t} — час, {\displaystyle x_{j}} — напрямок, {\displaystyle D_{i}}- константа дифузії молекул, {\displaystyle R_{i}} швидкість {\displaystyle c_{i}} генерування реакції, {\displaystyle S_{i}} — норма {\displaystyle c_{i}}, що генерується джерелом. Зверніть увагу, що {\displaystyle c_{i}} це концентрація на одиницю об'єму, а не співвідношення змішування (кг/кг) у фоновій рідині.
Якщо розглядати інертні види (відсутність реакції) без джерел і вважати молекулярну дифузію незначною, адвекція доданків в лівій частині рівняння залишиться. Вирішення цієї моделі здається тривіальним спочатку, проте ми не враховували випадкову складову швидкості плюс середню швидкість в {\displaystyle u_{j}={\bar {u}}+u'_{j}} що, як правило, асоціюється з турбулентною поведінкою. У свою чергу, концентрація розчину для моделі Ейлера повинна також мати випадкову складову {\displaystyle c_{j}={\bar {c}}+c'_{j}}. Це призводить до проблеми замикання нескінченних змінних і рівнянь та унеможливлює вирішення для певної {\displaystyle c_{i}} на зазначених припущеннях.
На щастя, існує наближене закриття у впровадженні концепції турбулентної дифузії і його статистичних наближень для випадкових компонентів концентрації і швидкості від турбулентного перемішування.
{\displaystyle \langle u'_{j},c'\rangle =-K_{jj}{\partial (c) \over \partial x_{j}}}
Де {\displaystyle K_{jj}} є турбулентною дифузією.
Підставляючи в перше рівняння без перервності та ігнорування реакцій, джерела і результати молекулярної дифузії в наступному диференціальному рівнянні з урахуванням тільки турбулентного дифузійного наближення в турбулентній дифузії:
{\displaystyle {\partial c_{i} \over \partial t}+{\bar {u}}_{j}{\partial (c) \over \partial x_{j}}={\partial  \over \partial x_{j}}{{\Bigl (}K_{jj}{\partial (c) \over \partial x_{j}}{\Bigl )}}}
На відміну від молекулярної дифузії D яка є постійна, то турбулентна дифузія є виразом матриці, яка може змінюватися в просторі, і таким чином не може бути прийнята за межами зовнішньої похідної.

### Підхід Лагранжа
Модель Лагранжа турбулентної дифузії використовує рухому систему відліку, щоб слідувати траєкторії і переміщення цього виду, як вони рухаються за статистикою кожної частки окремо. Спочатку, частка знаходиться в місці розташування {\displaystyle x'(x_{1},x_{2},x_{3})}в момент часу {\displaystyle t'}. Рух частинки описується її ймовірністю існуючих в певному елементі обсягу в час {\displaystyle t}, що описується{\displaystyle \Psi (x_{1},x_{2},x_{3},t)dx_{1}dx_{2}dx_{3}=\Psi (x,t)dx}який слідує за функцями щільності ймовірності такий, що:
{\displaystyle \Psi (x,t)=\int _{-\infty }^{\infty }\int _{-\infty }^{\infty }\int _{-\infty }^{\infty }Q(x,t|x',t')\Psi (x',t')dx'}
Там, де функція {\displaystyle Q} є, ймовірністю щільності для переходу частинок.
Концентрацію частинок в місці розташування {\displaystyle x} і час {\displaystyle t}, то можна обчислити шляхом підсумовування ймовірностей числа частинок, які спостерігаються в такий спосіб:
{\displaystyle \langle c(x,t)\rangle =\sum _{i=1}^{m}\Psi _{i}(x,t)}
Який потім обчислюються шляхом повернення до інтегралів
{\displaystyle \langle c(x,t)\rangle =\int _{-\infty }^{\infty }\int _{-\infty }^{\infty }\int _{-\infty }^{\infty }Q(x,t|x_{0},t_{0})\langle c(x_{0},t_{0})\rangle dx_{0}+\int _{-\infty }^{\infty }\int _{-\infty }^{\infty }\int _{-\infty }^{\infty }\int _{t_{0}}^{t}Q(x,t|x',t')S(x',t')dtdx'}Таким чином, цей підхід використовується для оцінки стану і швидкості частинок щодо своїх сусідів і навколишнього середовища, і наближається випадкові концентрації і швидкості, пов'язані з турбулентною дифузією в статистиці їх руху.

### Рішення
Отриманий розчин для вирішення кінцевих рівнянь, перерахованих вище, для обох моделей, для аналізу статистичних даних в турбулентному потоці, як результат, дуже схожі вираження для обчислення середньої концентрації в конкретній точці, з безперервного джерела. Обидва рішення розроблені Gaussian Plume і практично ідентичні в припущенні, що відхилення в площині у напрямках {\displaystyle x,y,z} пов'язані з турбулентною дифузією.
{\displaystyle \langle c(x,y,z)\rangle ={q \over 2\pi \sigma _{y}\sigma _{z}}\exp {\Biggl [}-{\Biggl (}{y^{2} \over \sigma _{y}^{2}}+{z^{2} \over \sigma _{z}^{2}}{\Biggl )}{\Biggl ]}}
Де {\displaystyle \sigma _{y}^{2}={2K_{yy}x \over {\bar {u}}}\sigma _{z}^{2}={2K_{zz}x \over {\bar {u}}}}
{\displaystyle q} — швидкість емісії, {\displaystyle u} — швидкість вітру, {\displaystyle \sigma _{i}^{2}} — відхилення від напрямку {\displaystyle i}.
При різних зовнішніх умовах, таких як направлена швидкість потоку (вітер) і умови навколишнього середовища, дисперсія і коефіцієнти турбулентної дифузії вимірюються і використовуються для розрахунку гарної оцінки концентрації в конкретній точці від джерела. Ця модель дуже корисна в атмосферних науках, особливо при роботі з концентраціями забруднюючих речовин в забрудненні повітря, які виходять з таких джерел, як місця згоряння, річки, або автомобілі на дорозі.

## Майбутні дослідження
Оскільки застосування математичних рівнянь турбулентних потоків і дифузії настільки важкі, досліджень в цій області не вистачало до недавнього часу. У минулому, лабораторні зусилля використовували дані зі стаціонарного потоку в потоках або з рідин, які мають велике число Рейнольдса, що протікають через трубу, але отримати точні дані з цих методів важко. Це відбувається тому, що ці методи включають ідеальний потік, який не може імітувати умови турбулентного потоку, необхідні для розробки моделей турбулентної дифузії. З розвитком комп'ютерного моделювання та програмування, вчені змогли змоделювати турбулентний потік для того, щоб краще зрозуміти турбулентну дифузію в атмосфері і в рідинах.
В даний час на науково-дослідній роботі використовується два основні додатки. Перша плоска лазерно-індукована флуоресценція, яка використовується для виявлення миттєвої концентрації зі швидкістю до одного мільйона точок в секунду. Ця технологія може бути пов'язана з велосиметрією зображення частинок, яке виявляє миттєві дані по швидкості. На додаток до виявлення концентрації і швидкості даних, ці методи можуть бути використані для виведення просторової кореляції і зміни в навколишньому середовищі. Оскільки технології і комп'ютерні здатності швидко ростуть, ці методи також значно поліпшились, і ймовірно ці методи будуть в центрі подальших досліджень з моделювання турбулентної дифузії.
Крім цих досягнень, також були успіхи і в польових роботах, використовувані до того як комп'ютери стали доступні. Моніторинг в реальному часі турбулентності, швидкості і струму для змішування рідини тепер можливий. Це дослідження довело, важливість для вивчення змішування циклів забруднюючих речовин в турбулентних потоках, особливо для питної води.
Як досліджують методи і підвищення доступності, багато нових областей виявляють інтерес до використання цих методів. Вивчення, як робототехніка або комп'ютери можуть виявити запах і забруднюючі речовини в турбулентному потоці є однією з областей, які, ймовірно, виявляють великий інтерес в наукових дослідженнях. Ці дослідження могли б допомогти просунути останні дослідження наприклад розміщення датчиків в авіаційних кабінах для ефективного виявлення біологічної зброї чи вірусів.